# Melomys rubicola
Melomys rubicola là một loài động vật có vú trong họ Chuột, bộ Gặm nhấm. Loài này được Thomas mô tả năm 1924. Vào ngày 18 tháng 2 năm 2019, Bộ trưởng Môi trường Úc đã chính thức tuyên bố loài này đã tuyệt chủng, với nguyên nhân theo các nhà khoa học là do mực nước biển dâng. Đây là loài động vật đầu tiên bị tuyệt chủng vì biến đổi khí hậu do con người.